# IV. Rajmund Berengár barcelonai gróf
IV. Ramon (Rajmund) Berengár (Barcelona, 1113 – Borgo San Dalmazzo, 1162. augusztus 6.) Barcelona grófja (1131–1162), Aragónia hercege (1137–1162), az Urgell-házból, Aragónia új királyi háza, a Barcelonai-ház őse.

## Katalónia és Aragónia egyesítése
Rajmund megsegítette II. Ramiro aragóniai királyt Kasztíliával szemben, és ezért 1137-ben feleségül vehette a csecsemő Petronilát (1135–1174), a király lányát. Ekkor felvette az "Aragónia hercege" címet, II. Ramiro pedig az esküvő után lemondott a trónról lánya javára. Ezzel Ramon Berengár lett (1137–1162) Aragónia tényleges ura. A házassági szertartást 1151-ben, amikor Petronila 16 éves lett, ünnepélyesen megismételték.
Hatalomra kerülve sikeresen újratárgyalta azokat a szerződéseket, amelyekben I. Alfonz a keresztény lovagrendeknek ígérte királyságát. Két kisebb lovagrend 1140-ben lemondott területi igényeiről, a templomosokkal pedig 1143-ban sikerült Berengárnak megállapodnia. Ezt a szerződést a pápa is jóváhagyta. Átadott nekik hat várat, a királyi jövedelmek tizedét (plusz még évi 1000 sout Zaragozáért), vámmentességet adott, és nekik ígérte a móroktól visszahódítandó földek ötödét. A pápát Aragónia és Barcelona hűbérurának ismerte el.

## Hódítások
1144-ben szövetséget kötött sógorával, VII. Alfonz kasztíliai királlyal, és hadat vezettek a murciai mórok ellen. 1147-ben elfoglalta Almeríát, 1148 decemberében Tortosát, 1149. október 24-én Léridát és Fragát; ekkor fölvette a Tortosa és Lérida márkija címet. 1149-ben békét kötött VI. (Újjáépítő) García pamplonai királlyal.
Berengár újra Aragónia hűbéresévé tette Valenciát, és a tudilléni szerződésben Kasztília is elismerte befolyását Valenciára és Murciára. 1154-ben ő lett V. Gaszton béarni vikomt gyámja.

## Utódai
Négy fiuk és egy lányuk született:
- Pedro (1152) még csecsemő korában meghalt;
- Alfonz (1157) II. (Trubadúr) Alfonz néven anyja lemondása után Aragónia királya lett, és 1196-ban halt meg.
- Pedro (1158) Aragónia hercege 1181. április 5-én halt meg.
- Dulce (Aldoza, 1159) Aragónia hercegnője I. Sancho portugál királyhoz ment feleségül a Coimbrai Igreja Da Santa Cruz templomban, és 1198-ban halt meg.
- Sancho (1161) Aragónia hercege (1223-ban? 1226-ban?) halt meg.

1162-ben elindult, hogy Torinóban találkozzon Barbarossa Frigyessel, de augusztus 6-án, az itáliai Borgo San Dalmazzóban meghalt. Végrendeletében az aragóniai korona minden birtokát legidősebb élő fiára, Alfonzra hagyta (feleségének be kellett érnie két faluval Katalóniában).

## Külső hivatkozások
- Kingdom of Aragon (medieval kingdom, Spain)

1. ↑  Encyclopædia Britannica (angol nyelven). Encyclopædia Britannica Online . (Hozzáférés: 2017. október 9.)
2. ↑  Darryl Roger Lundy: The Peerage (angol nyelven). (Hozzáférés: 2017. október 9.)